# Río Los Ángeles
El Río de Nuestra Señora la Reina de los Ángeles de Porciúncula, abreviado en río Porciúncula o río Los Ángeles (Los Angeles River en inglés) es un río que discurre a lo largo del Condado de Los Ángeles, California, Estados Unidos, desde el distrito de Canoga Park de la ciudad de Los Ángeles, en el área oeste del Valle de San Fernando y desciende 82 km hacia el sur, donde desemboca en el océano Pacífico en las playas de Long Beach.
El río comienza en las alturas de las montañas de Los Ángeles llamadas San Gabriel. A su paso por el valle, pasa por varios distritos de Los Ángeles recogiendo agua de las montañas de Santa Mónica y Santa Susana. En tiempos de lluvia (diciembre-marzo) varios drenajes de la ciudad vierten al río, y en los veranos sólo hay poca agua reciclada de drenajes. El agua que entra es muy limpia, pero varios drenajes que dan al río desagotan aguas de las áreas urbanas y contaminan el agua.
En 1769, Gaspar de Portolá, durante su expedición por la Alta California, bautizó el río como El Río de Nuestra Señora La Reina de Los Ángeles de Porciúncula. 

## En el cine
Varias películas han sido filmadas en el lecho del río. Por su proximidad al distrito de Hollywood y por la escasez de agua que atraviesa el canal es un lugar ideal para filmar, apareciendo en películas como Sweet Sweetback's Baadasssss Song, Them!, Blue Thunder, Terminator 2: el juicio final, Grease, Volcano, A quemarropa, Boomtown, Con ganas de triunfar, Rize, The Core, Repo Man, Las aventuras de Buckaroo Banzai, Transformers, Return of the Living Dead 3, Last Action Hero, Chinatown, In Time, The Italian Job, 60 segundos,Vivir y morir en Los Ángeles, Cleopatra Jones, Drive, además de en videojuegos como Grand Theft Auto: San Andreas, Midnight Club II, Grand Theft Auto V. incluyendo el show de MTV Jackass donde Johnny Knoxville intenta brincar el río en patineta, pero se cae y se quiebra el pie. También aquí se filmó la espectacular secuencia de persecución entre un AC Cobra y un Ferrari 365 GTS Daytona, de la película The Gumball Rally de 1976.
- Datos: Q542965
- Multimedia: Los Angeles River / Q542965